# Joe Willock
Joseph George „Joe“ Willock (* 20. August 1999 in London) ist ein englischer Fußballspieler, der seit 2021 für Newcastle United spielt.

## Karriere

### Verein
Willock begann seine Karriere beim FC Arsenal. Sein Profidebüt gab er am 20. September 2017 bei einem 1:0-Sieg gegen den Doncaster Rovers in der League Cup. Sein Premier-League-Debüt gab er gegen Newcastle United.
Anfang Februar 2021 wechselte Willock bis zum Ende der Saison 2020/21 auf Leihbasis zum Ligakonkurrenten Newcastle United.
Am 13. August 2021 wechselte Willock nach erfolgreicher Ausleihe (7 Tore in Folge) auf fester Vertragsbasis zu Newcastle United, wo er am selben Tag vorgestellt wurde.

### Nationalmannschaft
Willock debütierte in 2017 im englischen U-19-Nationalteam.